# Gaurela
Gaurela är en ort i Indien.   Den ligger i distriktet Bilāspur och delstaten Chhattisgarh, i den centrala delen av landet, 800 km sydost om huvudstaden New Delhi. Gaurela ligger 622 meter över havet och antalet invånare är 14 582.
Terrängen runt Gaurela är platt, och sluttar österut. Runt Gaurela är det ganska tätbefolkat, med 155 invånare per kvadratkilometer. Gaurela är det största samhället i trakten. Trakten runt Gaurela består till största delen av jordbruksmark.